# Cinnamodendron angustifolium
Cinnamodendron angustifolium är en tvåhjärtbladig växtart som beskrevs av Herman Otto Sleumer. Cinnamodendron angustifolium ingår i släktet Cinnamodendron och familjen Canellaceae. Inga underarter finns listade.